# Higbee (Misuri)
Higbee es una ciudad ubicada en el condado de Randolph en el estado estadounidense de Misuri. En el Censo de 2010 tenía una población de 568 habitantes y una densidad poblacional de 510,01 personas por km².

## Geografía
Higbee se encuentra ubicada en las coordenadas 39°18′22″N 92°30′46″O / 39.30611, -92.51278. Según la Oficina del Censo de los Estados Unidos, Higbee tiene una superficie total de 1.11 km², de la cual 1.11 km² corresponden a tierra firme y (0%) 0 km² es agua.

## Demografía
Según el censo de 2010, había 568 personas residiendo en Higbee. La densidad de población era de 510,01 hab./km². De los 568 habitantes, Higbee estaba compuesto por el 96.83% blancos, el 0.35% eran afroamericanos, el 0% eran amerindios, el 0% eran asiáticos, el 0% eran isleños del Pacífico, el 0% eran de otras razas y el 2.82% pertenecían a dos o más razas. Del total de la población el 0.35% eran hispanos o latinos de cualquier raza.